# Madeleine L'Engle
Madeleine L'Engle (Nova Iorque, 29 de novembro de 1918 - 6 de setembro de 2007) foi uma escritora estadunidense. Seu livro A Wrinkle in Time foi adaptado ao cinema pela Walt Disney Pictures em 2018.

## Biografia
Madeleine L’Engle nasceu em Nova Iorque. Com o livro A Wrinkle in Time (1962), com muita sensibilidade e maestria, criou uma saga multidimensional, que ultrapassa todas as barreiras da realidade, numa aventura épica e mitológica. Madeleine faleceu em 2007 deixando mais de sessenta títulos.

## Obras (Parcial)

### Série dos Austins
- Meet the Austins (1960)
- The Moon by Night (1963)
- The Young Unicorns (1968)
- A Ring of Endless Light (1980)
- The Anti-Muffins (1980)
- Troubling a Star (1994)

### Série dos Murry
- A Wrinkle in Time (1962) no Brasil: Uma Dobra no Tempo (HarperCollins, 2018)[4] / em Portugal: Um Atalho no Tempo (Oficina do Livro, 2013).
- A Wind in the Door (1973) no Brasil: Um Vento a Porta (HarperCollins, 2018)
- A Swiftly Tilting Planet (1978) no Brasil: Um planeta em seu giro veloz (HarperCollins, 2018)
- Many Waters (1986) no Brasil: Muitas águas (HarperCollins, 2019)

### Série dos O'Keefe
- The Arm of the Starfish (1965)
- Dragons in the Waters (1976)
- A House Like a Lotus (1984)
- An Acceptable Time (1989) no Brasil: Um Tempo Aceitável (HarperCollins, 2018)

Personagens aparecem em mais de uma série mas elas têm estilos de escrita e enredos totalmente diferentes.

## Filme
A Wrinkle in Time foi adaptado ao cinema pela Walt Disney Pictures em 2018.